# علیپودرا (حوزه انتخاباتی ویدهان سبها)
(حوزه انتخباتی ویدهان سبها) علیپودرا (به انگلیسی: Alipurduars (Vidhan Sabha constituency)) یک منطقهٔ مسکونی در هند است که در بنگال غربی واقع شده‌است.